# Filippo Ganna
Filippo Ganna, né le 25 juillet 1996 à Verbania (Piémont, Italie), est un coureur cycliste italien, membre de l'équipe Ineos. Il pratique deux disciplines : la piste et la route. Il est champion olympique de poursuite par équipes (2020), champion du monde de poursuite par équipes (2021), sextuple champion du monde de poursuite (2016, 2018, 2019, 2020, 2022 et 2023) et double champion du monde du contre-la-montre (2020 et 2021). Il compte également trois titres de champion d'Europe en poursuite (2017) et poursuite par équipes (2018 et 2023). 
Le 8 octobre 2022, il bat le record de l'heure avec 56,792 km. Six jours plus tard, il bat cette fois le record du monde de poursuite sur quatre kilomètres en 3 min 59 s 636, record qu'il avait déjà détenu du 3 novembre 2019 au 18 août 2021.

## Biographie
Filippo Ganna naît le 25 juillet 1996 à Verbania dans le Piémont en Italie. Il n'est pas apparenté à Luigi Ganna, vainqueur du premier Tour d'Italie. Cependant, son grand-père Ambrosio vient de la même région (la province de Varèse) que Luigi Ganna. Son père, Marco Ganna (en) a participé aux Jeux olympiques 1984 de Los Angeles en kayak à quatre places.
Doté d'un profil puissant - il mesure 1,93 mètre - Filippo Ganna est un spécialiste du contre-la-montre et de la poursuite.

### Les débuts
En 2012, il est membre de la Pedale Ossolano. Il devient champion d'Italie du contre-la-montre cadets et termine 2e du Chrono des Nations-Les Herbiers-Vendée cadets. En 2013, il termine 3e du championnat d'Italie du contre-la-montre juniors.
En 2014, sous les couleurs de l'Aspiratori Otelli Castanese Verbania, il devient champion d'Italie du contre-la-montre juniors et remporte le Trofeo Emilio Paganessi et le Chrono des Nations-Les Herbiers-Vendée juniors. Il se classe 4e du championnat du monde du contre-la-montre juniors et 4e du championnat d'Europe du contre-la-montre juniors. Sur piste, il remporte le titre national junior en poursuite individuelle. sur la piste. L'année suivante, il court pour l'équipe Viris Maserati-Sisal Matchpoint. Il termine 3e du Grand Prix San Giuseppe. À partir du mois d'août, il est en stage dans l'équipe Lampre-Merida. En septembre, il remporte le Chrono champenois chez les élites.

### 2016: premier titre mondial en poursuite

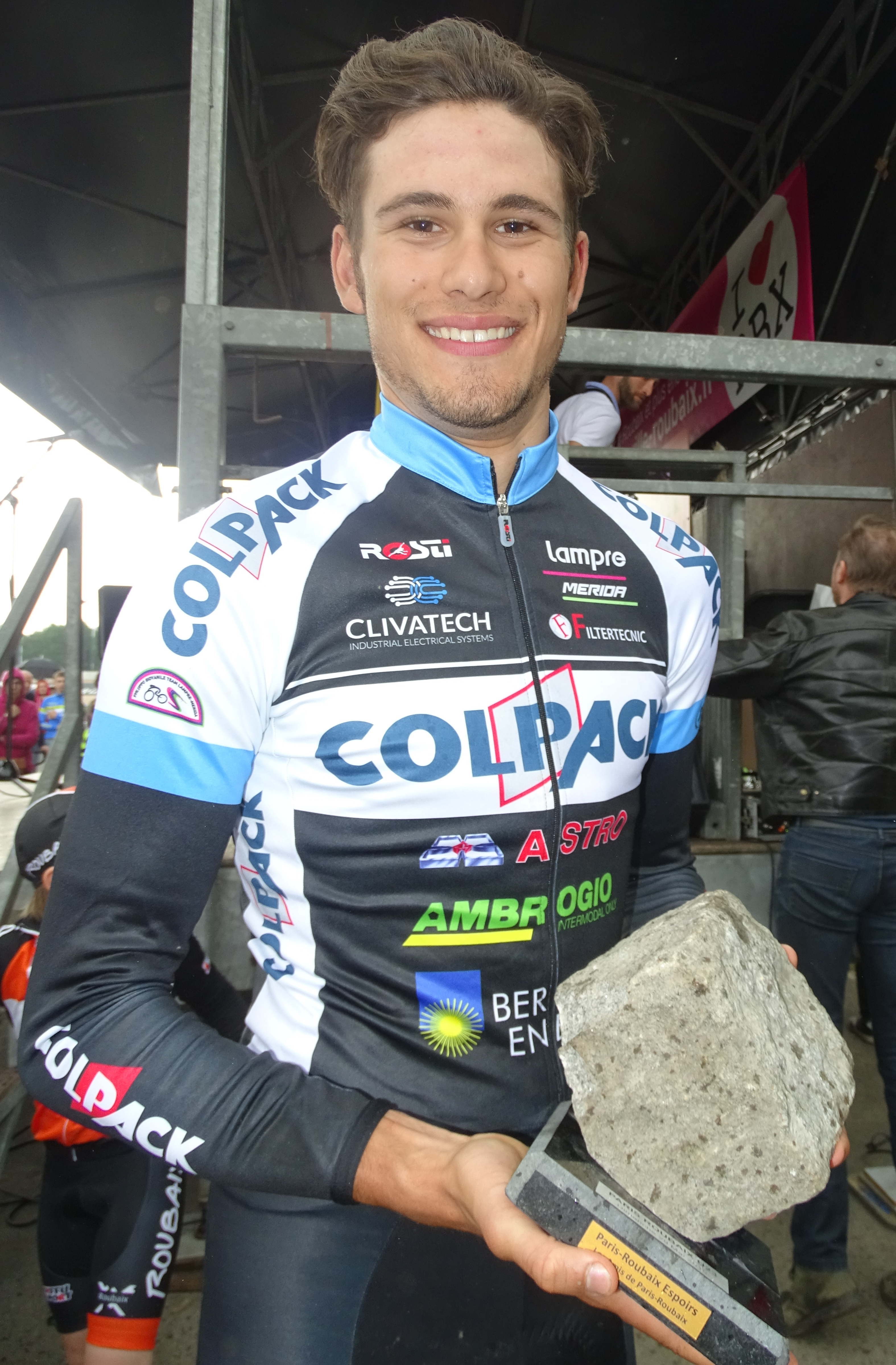
Filippo Ganna vainqueur du Paris-Roubaix espoirs 2016.

En 2016, il entre dans l'équipe Colpack. Aux mondiaux sur piste 2016 à Londres, il devient champion du monde de poursuite chez les élites, à l'âge de 19 ans. En qualification, il établit un nouveau record d'Italie en 4 minutes 16,127 secondes. Après ce succès surprenant, il est célébré dans les journaux italiens comme le nouveau Francesco Moser, qui avait été titré 40 ans plus tôt, en 1976 et qui était le dernier champion du monde italien dans cette discipline. Il remporte en début de saison le Grand Prix Laguna, puis quelques mois plus tard, il termine 2e du Trophée de la ville de San Vendemiano. Fin mai, il remporte Paris-Roubaix espoirs. La même année, il est sélectionné pour participer aux Jeux olympiques de Rio de Janeiro, où il termine sixième de la poursuite par équipes avec Simone Consonni, Liam Bertazzo et Francesco Lamon. Au mois d'octobre, il signe un contrat professionnel avec la formation Lampre-Merida, qui devient UAE Abu Dhabi en 2017.

### 2017-2018: débuts professionnels et deuxième titre mondial
Aux mondiaux sur piste 2017 à Hong Kong, Ganna obtient la médaille de bronze en poursuite par équipes avec Consonni, Bertazzo et Lamon. Il échoue à défendre son titre en poursuite individuelle, où il perd en finale face à l'Australien Jordan Kerby. En juillet, il est sélectionné pour les championnats d'Europe de cyclisme sur route. Aux championnats d'Europe sur piste d'octobre, il devient champion d'Europe de poursuite individuelle.
En 2018, il s'adjuge pour la deuxième fois le titre mondial en poursuite individuelle. Il obtient également la médaille de bronze en poursuite par équipes. Sur route, il est deuxième du Tour de San Juan et du championnat d'Italie du contre-la-montre. Sélectionné pour représenter son pays aux championnats d'Europe sur route, il se classe douzième de l'épreuve contre-la-montre.

### Depuis 2019: chez Ineos

#### 2019: troisième titre mondial en poursuite et records du monde
En 2019, il rejoint l'équipe Sky qui est renommée Ineos en cours de saison. Il remporte en février le prologue du Tour de La Provence, sa première victoire sur route chez les professionnels. En mars, il remporte son troisième titre mondial en poursuite individuelle, battant l'Allemand Domenic Weinstein en finale, comme en 2016. Au début de l'été, il s'adjuge le titre de champion d'Italie du contre-la-montre, devançant Alberto Bettiol de seulement 52 centièmes,. Fin juillet, il est présélectionné pour représenter son pays aux championnats d'Europe de cyclisme sur route et prend la sixième place du contre-la-montre individuel. En fin de saison, il est médaillé de bronze du championnat du monde du contre-la-montre. Le 2 novembre 2019, lors des qualifications de la manche de Coupe du monde de Minsk, il bat le record du monde des 4 kilomètres détenu par Ashton Lambie en 4 min 5,423 secondes, améliorant de près d'une seconde le record de ce dernier. Il bat à nouveau le record en finale, en réalisant 4 min 2,647 secondes.

#### 2020: deux titres mondiaux et succès au Giro
En février 2020 à Berlin, il obtient son quatrième titre de champion du monde de poursuite individuelle, établissant en qualification un nouveau record du monde en 4 minutes 1,934 secondes. Avec quatre titres mondiaux sur la discipline, il rejoint au palmarès Hugh Porter. Dans le même championnat du monde, il est également médaillé de bronze en poursuite par équipes. En avril, alors que la saison est à l'arrêt en raison de la pandémie de Covid-19, il annonce son intention d'établir un nouveau record de l'heure. Celui-ci est détenu depuis avril 2019 par Victor Campenaerts en 55,089 kilomètres. Il remporte une nouvelle fois le championnat d'Italie du contre-la-montre au mois d'aout. Il participe à Tirreno-Adriatico dont il remporte le contre-la-montre final. Il devient à Imola le premier Italien champion du monde contre-la-montre. Il prend part à son premier Tour d'Italie où il remporte quatre étapes, dont les trois contre-la-montre individuels, et porte deux jours le maillot rose de leader. En novembre, il est testé positif au COVID-19 et doit déclarer forfait pour les championnats d'Europe sur piste.

#### 2021: champion olympique et double champion du monde
En mai 2021, il participe au Tour d'Italie pour la deuxième fois de sa carrière. Il remporte la première étape, un contre-la-montre individuel à Turin, et porte à nouveau le maillot rose, cette fois pendant 3 jours. Malgré une crevaison, il gagne également le contre-la-montre final à Milan, établissant un nouveau record de 5 victoires consécutives sur un contre-la-montre du Giro et battant le record de Francesco Moser. Il participe ensuite au championnat d'Italie du contre-la-montre, dans lequel il n'arrive cependant qu'à la quatrième place derrière Matteo Sobrero, Edoardo Affini et Mattia Cattaneo. 
Il est ensuite sélectionné aux Jeux olympiques de Tokyo. Sur le contre-la-montre, il termine à la cinquième place. Le 3 août, lors de la demi-finale olympique de la poursuite par équipes contre la Nouvelle-Zélande (avec Simone Consonni, Francesco Lamon et Jonathan Milan), l'équipe italienne bat le record du monde de plus de deux secondes en réalisant 3 minutes 42,307 secondes et se qualifie pour la finale. Lors de celle-ci le 4 août, le quatuor établit un nouveau record du monde en 3 minutes 42,032 secondes et décroche la médaille d'or à l'issue d'un duel serré face au Danemark, où Ganna joue un rôle majeur dans l'obtention du titre. Aux championnats d'Europe sur route, organisés à Trente, il gagne le titre européen du relais mixte avec Matteo Sobrero, Alessandro De Marchi, Elena Cecchini, Marta Cavalli et Elisa Longo Borghini. Le 9 septembre, il est vice-champion d'Europe du contre-la-montre, devancé par le Suisse Stefan Küng.

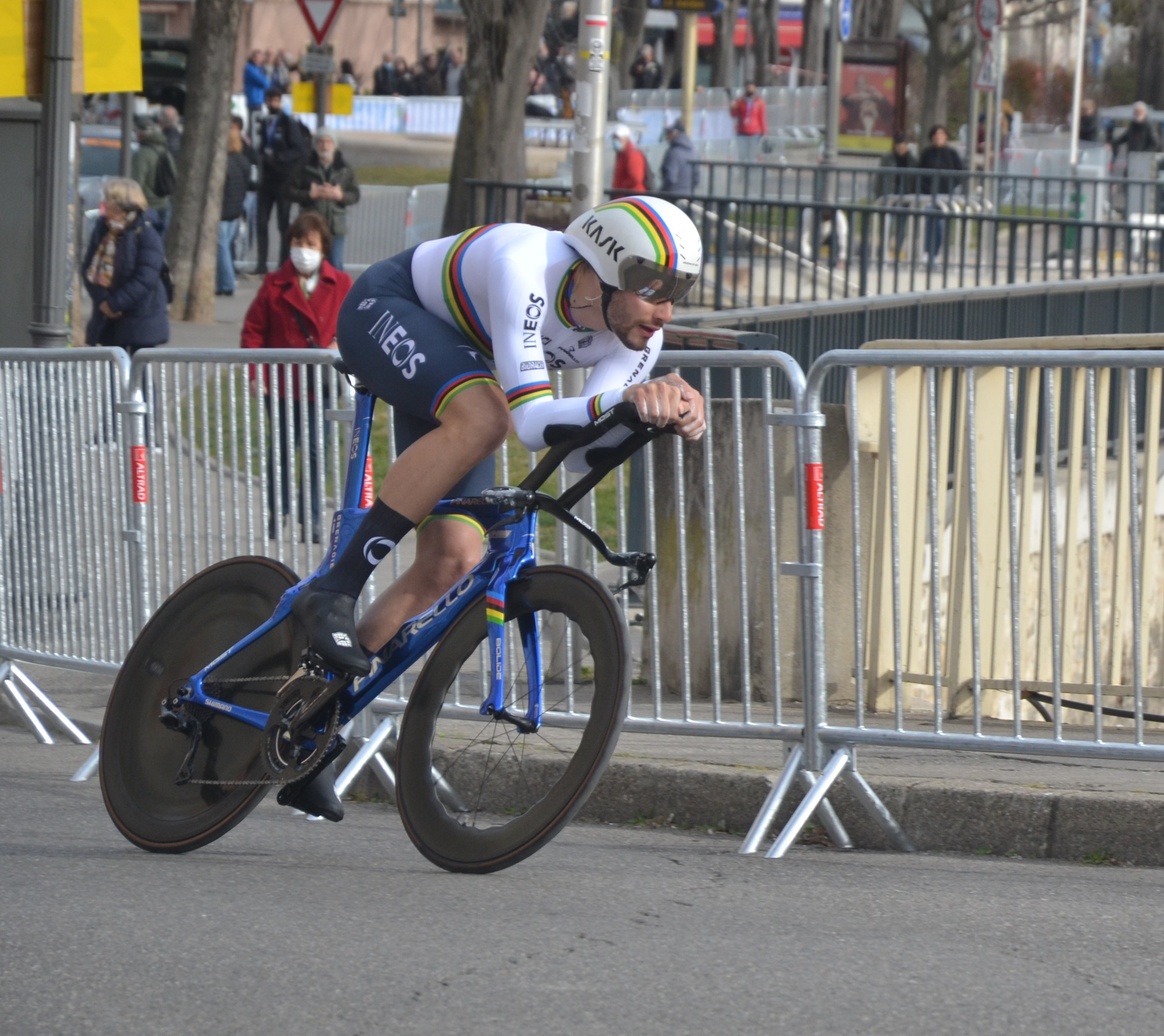
Filippo Ganna avec le maillot irisé lors de la cinquième étape de l'Étoile de Bessèges 2022.

Le 19 septembre, à Bruges en Belgique, il conserve son titre de champion du monde du contre-la-montre en parcourant les 43,3 km à 53 km/h de moyenne. Il devance les locaux Wout van Aert et Remco Evenepoel. Il est également médaillé de bronze du relais mixte lors de ces mondiaux. Absent des championnats d'Europe sur piste en raison d'une chute à l'entrainement, il est ensuite pour la première fois de sa carrière champion du monde de poursuite par équipes (avec Simone Consonni, Jonathan Milan et Liam Bertazzo). Il est en revanche battu pour la première fois depuis 2017 sur la poursuite individuelle et doit se contenter du bronze après avoir rejoint le Suisse Claudio Imhof en petite finale.

#### 2022: record de l'heure et cinquième titre mondial en poursuite
Il commence sa saison 2022 en remportant le contre-la-montre de l'Étoile de Bessèges-Tour du Gard. La semaine suivante, il gagne le prologue du Tour de La Provence et porte le maillot de leader pendant trois jours. Lors de la dernière étape, il est disqualifié pour avoir changé de vélo à un poste fixe et perd sa septième place au classement final.
Battu sur le contre-la-montre du Tour des Émirats arabes unis par Stefan Bissegger, il remporte la première étape chronométrée du Tirreno-Adriatico, devant Remco Evenepoel et Tadej Pogačar. En juin, il participe au Critérium du Dauphiné et remporte la quatrième étape, toujours dans le contre-la-montre, avec deux secondes d'avance sur Wout Van Aert. Il devient pour la troisième fois Champion d'Italie du contre-la-montre, puis échoue à gagner une étape du Tour de France. Il participe aux championnats d'Europe à Munich, où il termine  à la troisième place du contre-la-montre, précédé des deux Suisses Stefan Bissegger et Stefan Küng. Après avoir gagné le prologue du Tour d’Allemagne, il prend part aux mondiaux sur route en Australie. Il est médaillé d'argent du contre-la-montre par équipes en relais mixte mais seulement septième du championnat du monde du contre-la-montre.

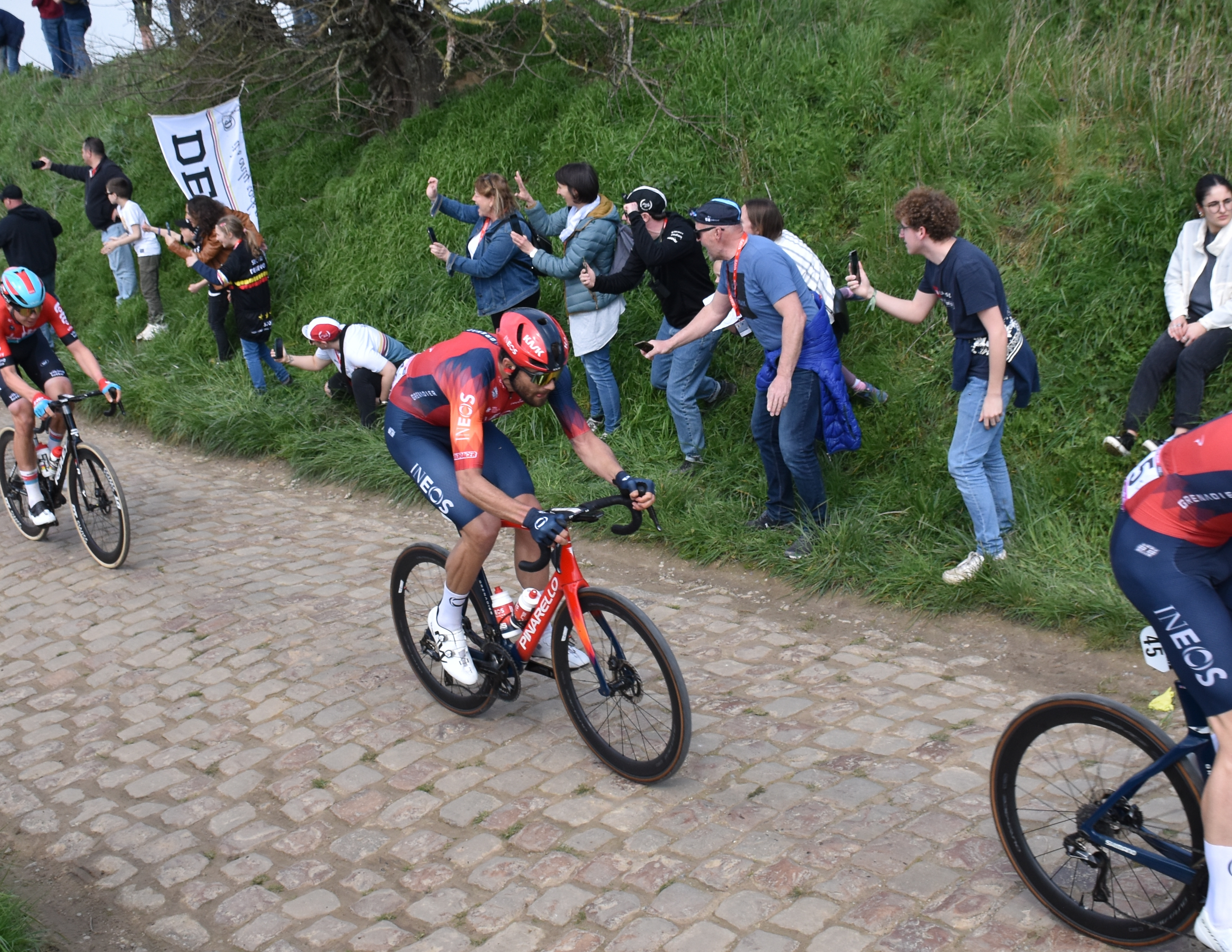
Paris-Roubaix 2023 - Secteur pavé de Quiévy à Saint-Python - N° 41 Filippo Ganna.

Le 8 octobre, sur le vélodrome de Granges en Suisse, il bat le record de l'heure détenu par Daniel Bigham, en le portant à 56,792 km. Il améliore par la même occasion la meilleure performance UCI détenue depuis 25 ans par Chris Boardman (56,375 km).
Le 14 octobre, il devient vice-champion du monde de poursuite par équipes. Le lendemain, il est pour la cinquième fois champion du monde de poursuite individuelle, établissant un nouveau record du monde en 3 minutes et 59,636 secondes. Il est également devenu le deuxième poursuiteur à décrocher cinq titres dans la discipline, après son compatriote Guido Messina.

#### 2023: sixième titre mondial en poursuite et deuxième place à San Remo

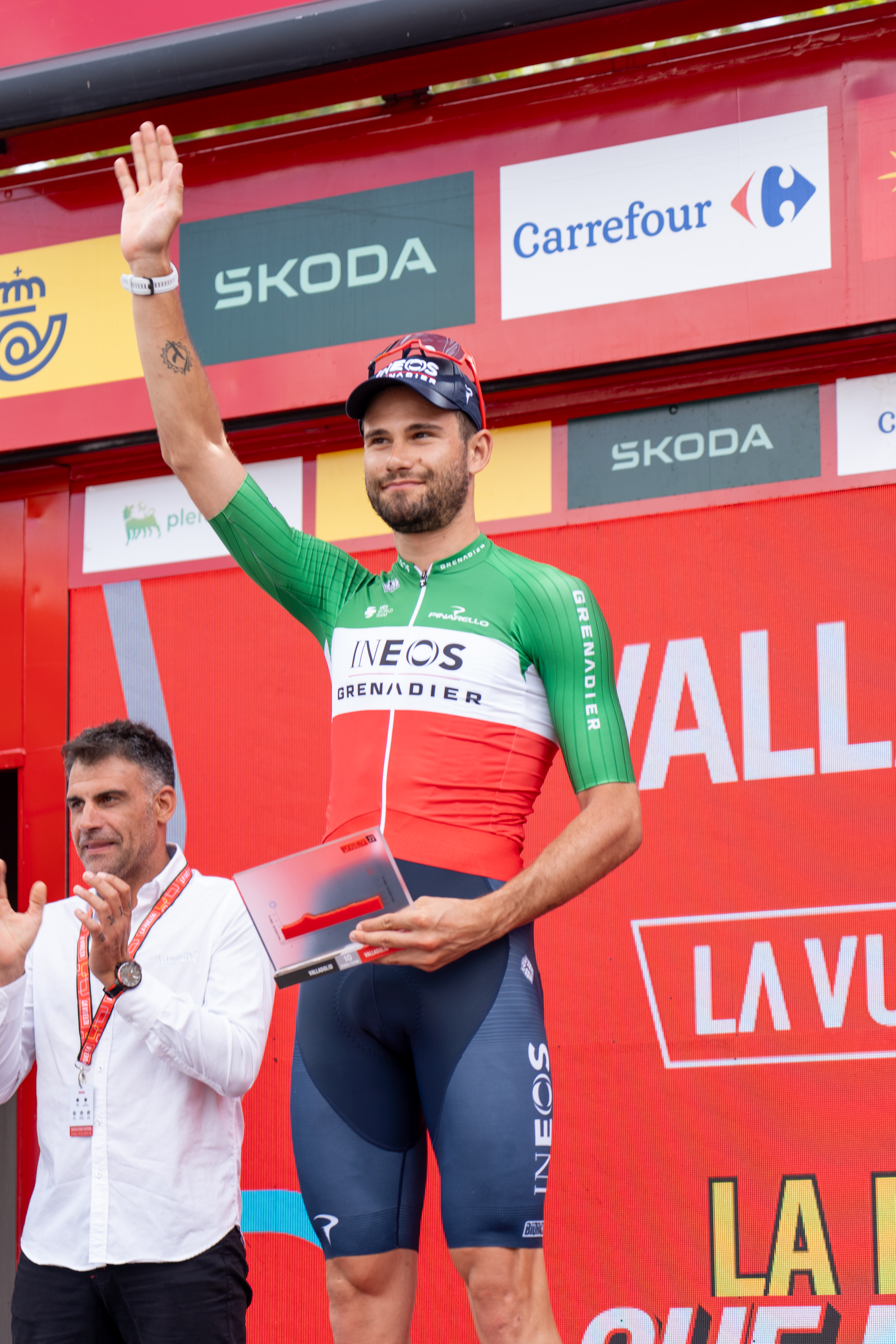
Filippo Ganna vainqueur de la 10e étape du Tour d'Espagne 2023 à Valladolid

Lors de Milan-San Remo, Filippo Ganna fait partie d'un groupe de quatre coureurs en tête dans le dernier kilomètre de l'ascension du Poggio en compagnie de Tadej Pogačar, Wout van Aert et Mathieu van der Poel. Ce dernier se détache dans les derniers mètres de cette montée et gagne en solitaire. Ganna termine deuxième devant van Aert et Pogačar à 15 secondes du Néerlandais. Situation presque similaire à Paris-Roubaix où il fait partie du groupe de chasse de cinq hommes derrière le même Mathieu van der Poel. Il se classe à la 6e place sur le vélodrome de Roubaix. Une infection au SARS-CoV-2 empêche Ganna de prendre le départ de la huitième étape du Tour d'Italie. 
Le 22 juillet, il remporte au sprint la 1re étape du Tour de Wallonie à Hamoir devant son compatriote Davide Ballerini. Trois jours plus tard, il gagne la 4e étape disputée contre-la-montre à Mons et reprend le maillot orange de leader de ce Tour qu'il conserve lors de la dernière étape. Il remporte ainsi la première course par étapes de sa carrière professionnelle.
Lors du Tour d'Espagne, il remporte la 10e étape disputée contre-la-montre à Valladolid devançant Remco Evenepoel de 16 secondes et Primož Roglič de 36 secondes. Il se classe aussi trois fois deuxième lors des 5e, 19e et 21e étapes, battu au sprint deux fois par le maillot vert Kaden Groves et une fois par Alberto Dainese. Le 11 août, il est vice-champion du monde du contre-la-montre, derrière Remco Evenepoel. 
Sur la piste, il remporte un sixième titre en poursuite individuelle et une médaille d’argent en poursuite par équipes lors des championnats du monde organisés à Glasgow durant l’été.

#### 2024: deux médailles olympiques et l'argent au mondial
La saison 2024 commence avec l'objectif déclaré d'obtenir le meilleur résultat possible aux Jeux olympiques de Paris, en sacrifiant une partie de sa saison sur route. Il participe à Milan-San Remo en tant qu'équipier de Tom Pidcock et renonce à Paris-Roubaix. Par la suite, il remporte sa septième victoire d'étape au Tour d'Italie, à l'occasion de la quatorzième étape, remportant le contre-la-montre de Castiglione delle Stiviere à Desenzano del Garda.
Après le Giro, il participe fin juin aux championnats d'Italie, prenant la première place du contre-la-montre et la quatrième de la course en ligne. Sa dernière épreuve avant les Jeux olympiques est le Tour d'Autriche, où il décroche sa troisième victoire de la saison lors de la quatrième et dernière étape.
Le 27 juillet, il est médaillé d'argent du contre-la-montre des Jeux olympiques, sous la pluie, derrière Remco Evenepoel et devant Wout van Aert. Lors de la poursuite par équipes, il remporte la course pour le bronze au détriment de l'équipe danoise.
La deuxième partie de sa saison est caractérisée par des problèmes physiques, qui l'ont contraint à renoncer aux championnats d'Europe, pour ne revenir à la compétition que fin septembre à l'occasion des championnats du monde à Zurich, où il remporte la médaille d'argent sur le contre-la-montre, encore une fois derrière Evenepoel. Il est également médaillé de bronze du relais mixte. Sa saison se termine par un abandon au Gran Piemonte, suivi par le renoncement à la participation aux championnats du monde sur piste à Ballerup, alors qu'il avait toujours été médaillé depuis 2016. En fin d'année, il déclare mettre la piste de côté pour se concentrer sur sa carrière sur route.

#### 2025
Après un Tour de l'Algarve en demi teinte, il remporte la 1re étape disputée en contre-la-montre de Tirreno-Adriatico à Lido di Camaiore puis conserve le maillot bleu de leader jusqu'à l'arrivée au sommet de la 6e étape où il est dépossédé de cette tunique par Juan Ayuso malgré une bonne résistance. Il termine la course entre deux mers à la deuxième place à 35 secondes d'Ayuso, de bon augure pour Milan-Sanremo. Durant la Primavera, il est le seul coureur capable de suivre l'attaque de Tadej Pogačar dans la montée de la Cipressa, avec Mathieu van der Poel. Le scénario est particulier car la différence se fait plusieurs kilomètres avant la mythique montée du Poggio, lieu traditionnel pour se démarquer. Alors que Ganna est distancé dans cette dernière montée, il parvient à revenir sur ses deux compères, après la descente dans la dernière ligne droite, sur la Via Roma. Finalement, van der Poel s'impose au sprint, devant Ganna et Pogačar, avec 43 secondes d'avance sur un groupe d'une trentaine de coureurs.

## Palmarès sur route

### Palmarès amateur
- 2012

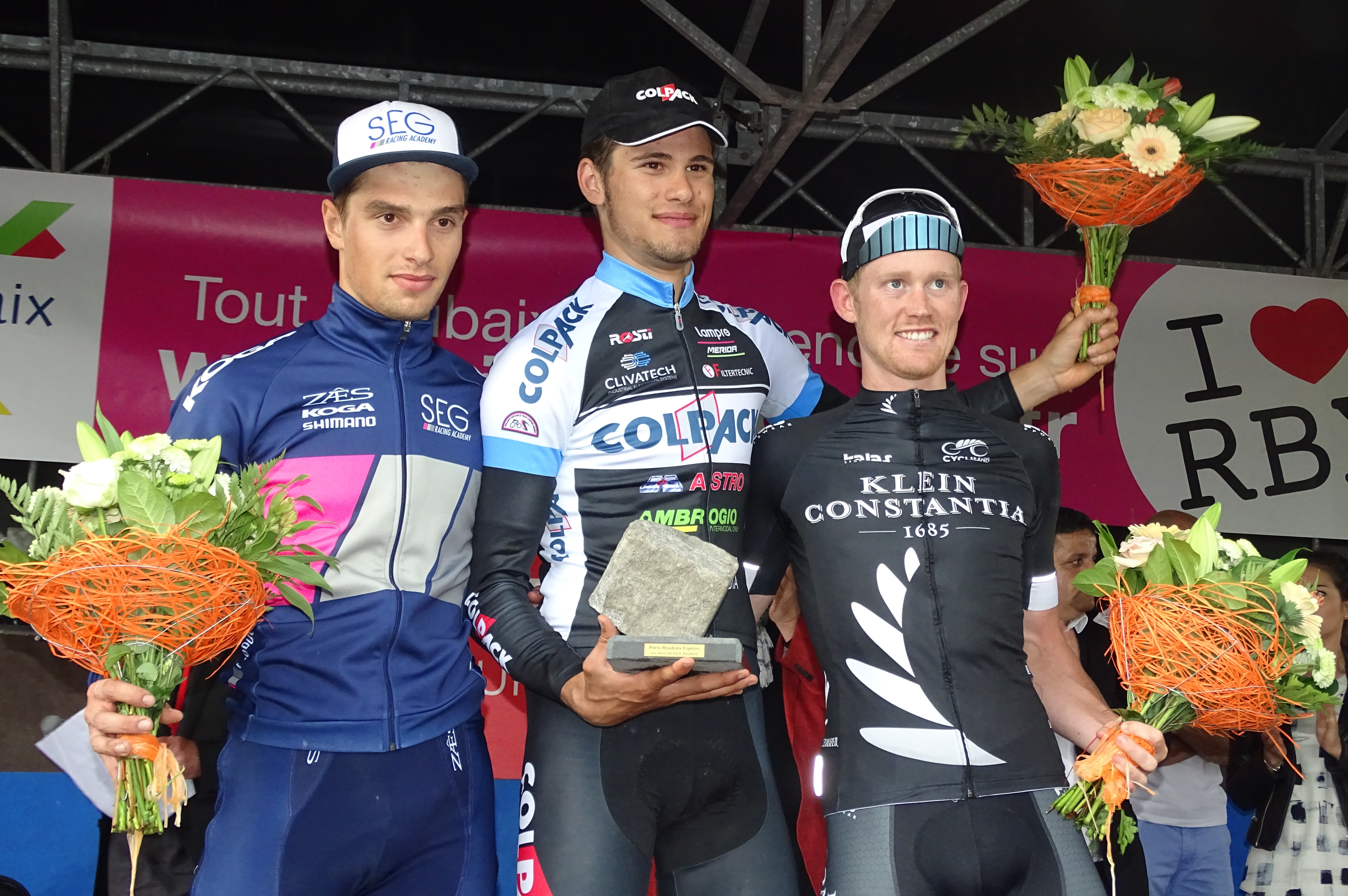
Podium de l'édition 2016 de Paris-Roubaix espoirs : Jenthe Biermans (2e), Filippo Ganna (1er) et Hamish Schreurs (3e).

  -  Champion d'Italie du contre-la-montre cadets
  - 2e du Chrono des Nations-Les Herbiers-Vendée cadets
- 2013
  - 3e du championnat d'Italie du contre-la-montre juniors
- 2014
  -  Champion d'Italie du contre-la-montre juniors
  - Trofeo Emilio Paganessi
  - Chrono des Nations-Les Herbiers-Vendée juniors
  - 4e du championnat du monde du contre-la-montre juniors
  - 4e du championnat d'Europe du contre-la-montre juniors
- 2015
  - Cronometro di Città di Castello
  - Bracciale del Cronoman
  - Chrono champenois
  - 3e du Grand Prix San Giuseppe
  - 3e du Gran Premio della Possenta

- 2016
  -  Champion d'Italie du contre-la-montre espoirs
  - Grand Prix Laguna
  - Cronometro di Città di Castello
  - Mémorial Danilo Ferrari
  - Paris-Roubaix espoirs
  - 2e du Trophée de la ville de San Vendemiano
  - 2e du Trofeo Viguzzolo
  -  Médaillé d'argent du championnat d'Europe du contre-la-montre espoirs
  - 3e du Trophée de la ville de Castelfidardo
  - 6e du championnat d'Europe sur route espoirs

### Palmarès professionnel
- 2017
  - 9e du championnat d'Europe du contre-la-montre
- 2018
  - 2e du Tour de San Juan
  - 2e du championnat d'Italie du contre-la-montre
- 2019
  -  Champion d'Italie du contre-la-montre
  - 1re étape du Tour de La Provence (contre-la-montre)
  - 6e étape du BinckBank Tour (contre-la-montre)
  - 2e du Chrono des Nations-Les Herbiers-Vendée
  -  Médaillé de bronze du championnat du monde du contre-la-montre
  - 6e du championnat d'Europe du contre-la-montre
- 2020
  -  Champion du monde du contre-la-montre
  -  Champion d'Italie du contre-la-montre
  - 8e étape de Tirreno-Adriatico (contre-la-montre)
  - 1re (contre-la-montre), 5e, 14e (contre-la-montre) et 21e (contre-la-montre) étapes du Tour d'Italie
  - 2e du Tour de San Juan
- 2021
  -  Champion du monde du contre-la-montre
  -  Champion d'Europe du relais mixte contre-la-montre
  - 4e et 5e (contre-la-montre) étapes de l'Étoile de Bessèges
  - 2e étape (contre-la-montre) du Tour des Émirats arabes unis
  - 1re (contre-la-montre) et 21e (contre-la-montre) étapes du Tour d'Italie
  -  Médaillé d'argent du championnat d'Europe du contre-la-montre
  -  Médaillé de bronze du championnat du monde du contre-la-montre par équipes en relais mixte
  - 5e du contre-la-montre des Jeux olympiques
- 2022
  -  Champion d'Italie du contre-la-montre
  - 5e étape de l'Étoile de Bessèges-Tour du Gard (contre-la-montre)
  - Prologue du Tour de La Provence (contre-la-montre)
  - 1re étape du Tirreno-Adriatico (contre-la-montre)
  - 4e étape du Critérium du Dauphiné (contre-la-montre)
  - Prologue du Tour d'Allemagne (contre-la-montre)
  -  Médaillé d'argent du championnat du monde du contre-la-montre par équipes en relais mixte
  -  Médaillé de bronze du championnat d'Europe du contre-la-montre
  - 7e du championnat du monde du contre-la-montre
- 2023
  -  Champion d'Italie du contre-la-montre
  - Tour de San Juan : 
    - Classement général
    - 5e étape

  - 1re étape du Tirreno-Adriatico (contre-la-montre)
  - Tour de Wallonie : 
    - Classement général
    - 1re et 4e (contre-la-montre) étapes

  - 10e étape du Tour d'Espagne (contre-la-montre)
  -  Médaillé d'argent du championnat du monde du contre-la-montre
  - 2e du Tour de l'Algarve
  - 2e de Milan-San Remo
  - 6e de Paris-Roubaix
  - 10e de l'E3 Saxo Bank Classic
- 2024
  -  Champion d'Italie du contre-la-montre
  - 14e étape du Tour d'Italie (contre-la-montre)
  - 4e étape du Tour d'Autriche
  -  Médaillé d'argent du contre-la-montre des Jeux olympiques
  -  Médaillé d'argent du championnat du monde du contre-la-montre
  -  Médaillé de bronze du championnat du monde du contre-la-montre par équipes en relais mixte
- 2025
  -  Champion d'Italie du contre-la-montre
  - 1re étape de Tirreno-Adriatico (contre-la-montre)
  - 2e de Tirreno-Adriatico
  - 2e de Milan-San Remo
  - 3e de l'E3 Saxo Bank Classic
  - 8e du Tour des Flandres

### Résultats sur les grands tours

#### Tour de France
2 participations
- 2022 : 95e
- 2025 : abandon (1re étape)

#### Tour d'Italie
4 participations
- 2020 : 61e, vainqueur des 1re (contre-la-montre), 5e, 14e (contre-la-montre) et 21e (contre-la-montre) étapes,  maillot rose pendant 2 jours
- 2021 : 118e, vainqueur des 1re (contre-la-montre) et 21e (contre-la-montre) étapes,  maillot rose pendant 3 jours
- 2023 : non-partant (8e étape)
- 2024 : 101e, vainqueur de la 14e étape (contre-la-montre)

#### Tour d'Espagne
1 participation
- 2023 : 104e, vainqueur de la 10e étape (contre-la-montre)

### Classements mondiaux
| Année                                 | 2015 | 2016 | 2017  | 2018 | 2019 | 2020 | 2021 | 2022 | 2023 | 2024 |
| ------------------------------------- | ---- | ---- | ----- | ---- | ---- | ---- | ---- | ---- | ---- | ---- |
| UCI World Tour                        |      | nc   | nc    | 370e |      |      |      |      |      |      |
| Classement mondial                    |      | 516e | 2296e | 581e | 156e | 28e  | 53e  | 137e | 15e  | 67e  |
| UCI Europe Tour                       | 387e | 307e | 1480e | 872e | 128e | 24e  | 44e  | 114e | 13e  | 54e  |
| UCI Asia Tour                         | nc   | 446e | nc    | 637e |      |      |      |      |      |      |
| UCI America Tour                      | nc   | nc   | nc    | 49e  |      |      |      |      |      |      |
|                                       |      |      |       |      |      |      |      |      |      |      |
| Légende : nc = non classéSource : UCI |      |      |       |      |      |      |      |      |      |      |

## Palmarès sur piste

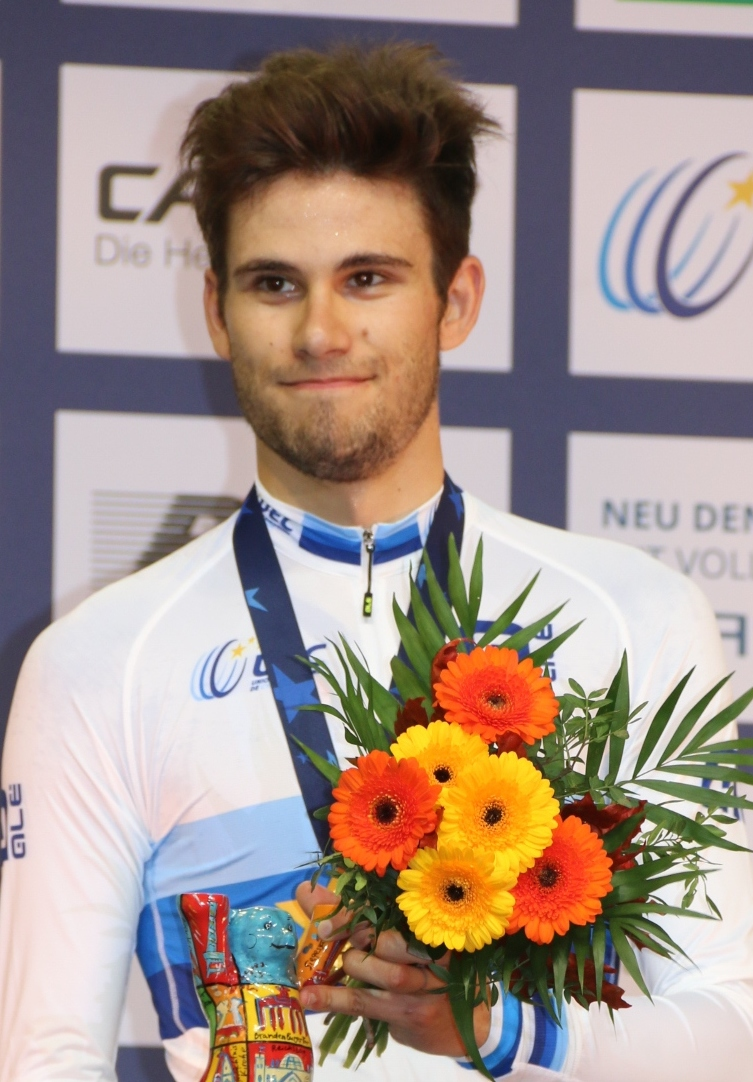
Ganna (en 2017) lors de son titre européen en poursuite.

### Jeux olympiques
- Rio 2016
  - 6e de la poursuite par équipes
- Tokyo 2020
  -  Champion olympique de poursuite par équipes
- Paris 2024
  -  Médaillé de bronze de la poursuite par équipes

### Championnats du monde
| Édition / Épreuve              | Poursuite individuelle | Poursuite par équipes |
| Londres 2016                   | Or                     | 4e                    |
| Hong Kong 2017                 | Argent                 | Bronze                |
| Apeldoorn 2018                 | Or                     | Bronze                |
| Pruszkow 2019                  | Or                     | 10e                   |
| Berlin 2020                    | Or                     | Bronze                |
| Roubaix 2021                   | Bronze                 | Or                    |
| Saint-Quentin-en-Yvelines 2022 | Or                     | Argent                |
| Glasgow 2023                   | Or                     | Argent                |

### Coupe du monde
- 2017-2018
  - 1er de la poursuite par équipes à Pruszków (avec Liam Bertazzo, Simone Consonni et Francesco Lamon)
- 2018-2019
  - 1er de la poursuite par équipes à Hong Kong (avec Francesco Lamon, Davide Plebani et Liam Bertazzo)
  - 3e de la poursuite par équipes à Saint-Quentin-en-Yvelines
- 2019-2020
  - Classement général de la poursuite
  - 1er de la poursuite à Minsk
  - 2e de la poursuite par équipes à Glasgow
  - 3e de la poursuite par équipes à Minsk

### Coupe des nations
- 2024
  - 3e de la poursuite par équipes à Adélaïde

### Championnats d'Europe
| Édition / Épreuve              | Poursuite individuelle | Poursuite par équipes |
| Montichiari 2016 (espoirs)     | Or                     | Argent                |
| Saint-Quentin-en-Yvelines 2016 | Argent                 | Argent                |
| Berlin 2017                    | Or                     | Argent                |
| Glasgow 2018                   | 6e                     | Or                    |
| Apeldoorn 2019                 |                        | Argent                |
| Granges 2023                   |                        | Or                    |

### Six jours
- Fiorenzuola d'Arda : 2022 (avec Michele Scartezzini)

### Championnats nationaux
- 2013
  - 2e du championnat d'Italie de poursuite juniors
  - 3e du championnat d'Italie de poursuite par équipes juniors
- 2014
  -  Champion d'Italie de poursuite juniors
  - 2e du championnat d'Italie de poursuite par équipes juniors
- 2015
  -  Champion d'Italie de poursuite par équipes (avec Liam Bertazzo, Alex Buttazzoni, Michele Scartezzini et Paolo Simion)

## Distinctions
- Giglio d'Oro : 2020 et 2023
- Oscar TuttoBici : 2023
- UEC Hall of Fame[25]